# Герб Ходорова
Герб Ходорова — символ міста Ходорова. Затверджений 12 серпня 1994 року рішенням сесії міської ради. 
Автори проєкту — А. Гречило, І. Сварник та О. Гнатів.

## Опис
У синьому полі понижена срібна балка з шипоподібним нижнім січенням, над нею йде рибалка у срібній одежі із золотою сіткою-павуком у руках.

## Історія
Основою для герба став сюжет із печаток Ходорова з ХІХ ст., на яких зображено рибалку з павуком у руках. Синій колір та ділення щита означає багатство водними ресурсами та вказує на давню назву поселення «Ходорів-став».